# دونا هارتلي
دونا هارتلي (بالإنجليزية: Donna Hartley)‏ هي منافسة ألعاب القوى بريطانية، ولدت في 1 مايو 1955 في ساوثهامبتون في المملكة المتحدة، وتوفيت في 7 يونيو 2013 في يوركشاير في المملكة المتحدة.

## وصلات خارجية
- دونا هارتلي على موقع الاتحاد الدولي لألعاب القوى (الإنجليزية)
- دونا هارتلي على موقع اللجنة الأولمبية الدولية (الإنجليزية)
- دونا هارتلي على موقع أوليمبيديا (الإنجليزية)
- دونا هارتلي على موقع اتحاد ألعاب الكومنولث (مؤرشف) (الإنجليزية)